# چم نور
چم نور، روستایی از توابع بخش باغ بهادران شهرستان لنجان در استان اصفهان است که در جاده بین باغ بهادران و سامان قرار دارد. مردم روستای چم نور به زبان فارسی با لهجه متفاوت از روستاهای فارسی زبان مجاور سخن می گویند . نام قبلی این روستا آریا چمن بوده است . بیشتر مردم روستای چم نور به شغل کشاورزی مشغول هستند و از محصولات این روستا می توان به عسل ، بادام ، گردو ، هلو ، آلبالو ، گیلاس و برنج اشاره کرد. رود خانه زاینده رود از کنار این روستا می گذرد و طبیعت زیبایی را برای آنجا ساخته است. از مکان های تفریحی این روستا میتوان به باغ پایین و سربند اشاره کرد. 

## جمعیت
این روستا در دهستان چم کوه قرار دارد و براساس سرشماری مرکز آمار ایران در سال ۱۳۸۵، جمعیت آن ۱٬۵۳۸ نفر (۳۸۵خانوار) بوده‌است.